# Òscar Estruga i Andreu
Òscar Estruga i Andreu (Vilanova i la Geltrú, 1933) és un pintor i escultor català. També es dedica al dibuix, al gravat i a la ceràmica.

## Biografia
Es formà a l'Escola Industrial de Vilanova i la Geltrú cursant estudis de peritatge industrial i va dissenyar durant un temps maquinària i utillatge agrícola. De manera simultània practicà el dibuix i la pintura amb gran talent.
Assistí a les classes de Salvador Masana i Mercadé i a nivell local presentà alguna exposició a Galeries Rambles i dibuixos en premsa.
Exposà per primer cop a Barcelona l'any 1957. Va exposar a la sala de l'Ateneu, a les Galeries Laietanes i a la Sala Dalmau. El 1959, amb vint-i-cinc anys s'establí a Madrid, on freqüentà el Círculo de Bellas Artes. El 1960 exposà a la galeria Fernando Fe. Arran de la seva estada a Madrid (on resideix encara actualment), es començà a dedicar a l'escultura, sent aquesta faceta una de les més destacades de l'artista.
L'any 1963 va participar en l'Exposició Nacional d'Arts Plàstiques i fou a partir d'aquest moment que les exposicions començaren a succeir amb regularitat, algunes a destacar són les Bienals de São Paulo (Brasil, 1969 i 1974), Middelheim (Bèlgica, 1969), Rijeka (Iugoslàvia, 1980) i Nicea (Grècia, 1985).
Va il·lustrar llibres de bibliofilia amb la tècnica del gravat.
Estruga dissenyarà els nous vestits, estris, accessoris i imatge gràfica del Ball de Diables de Vilanova i la Geltrú que s'estrenaran a la Festa Major de l'any 2016.
La seva obra es pot trobar al Museu d'Art Contemporani d'Eivissa, de Managua (Nicaragua), Smithsonian Institute dels Estats Units, a la Biblioteca Museu Víctor Balaguer, entre d'altres.

## Escultura

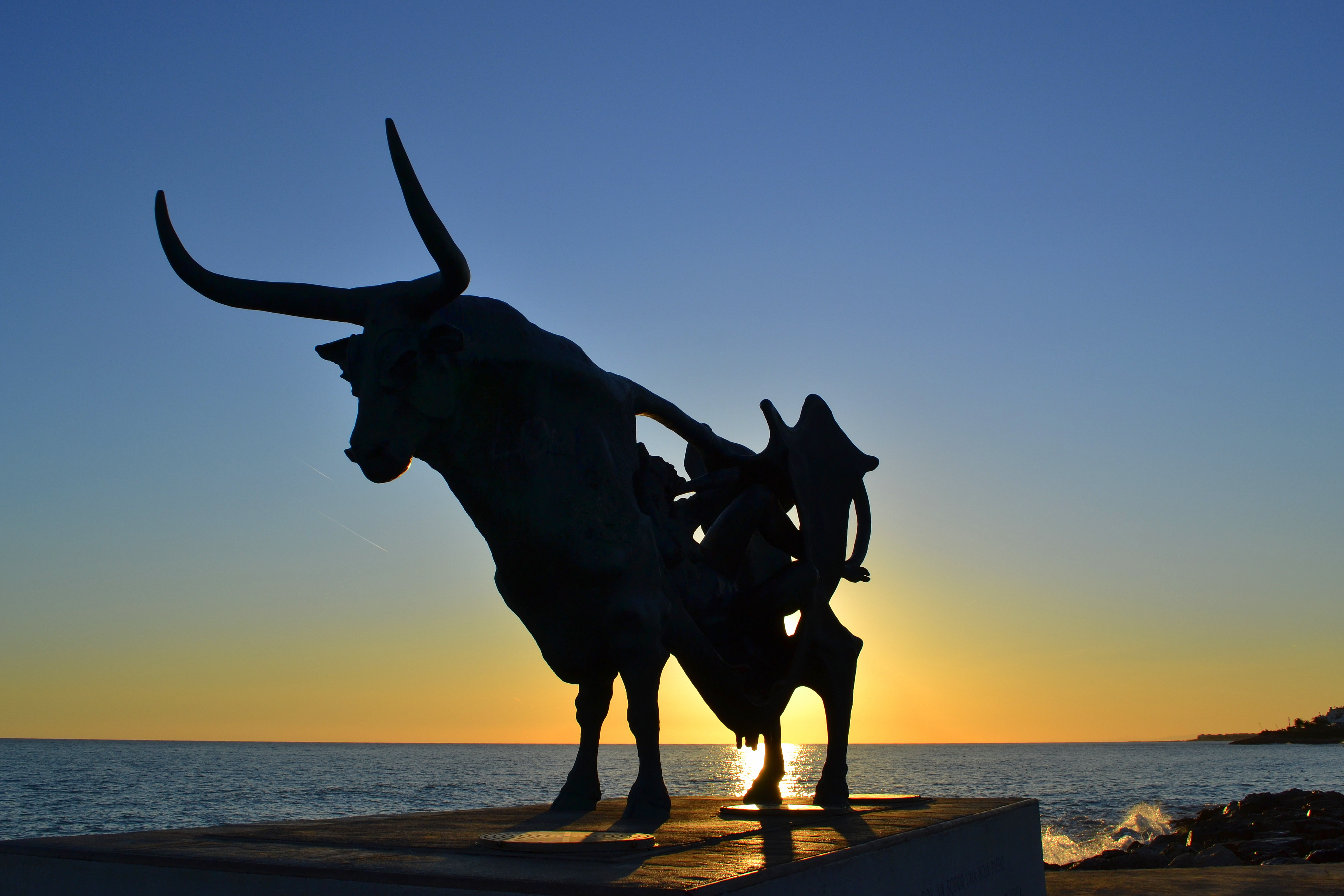
Escultura de Pasífae, a la platja de Ribes Roges de Vilanova i la Geltrú.

Els temes que tracta a la seva escultura són escenes de la mitologia mediterrània i antiguitat clàssica grega. Els personatges són preferentment dones, homes i animals, alguns d'aquests mitològics. Treballa el ferro, l'acer i el bronze. També realitza escultures públiques per a indrets destacats d'algunes ciutats:
- Monumento a la Mecanización del Campo (Escuela de Ingenieros Agrícolas. Ciutat Universitària de Madrid, 1969)
- Instantánea Melancólica (jardins del Colegio de España, dins la Cité Universitaire de París, 1993)
- Tres personajes integrados (Museu d'Art Contemporani Madrid)
- Pájaro bebiendo agua (Jeddah, Aràbia Saudí, 1983)
- Aristeo (Huelva)

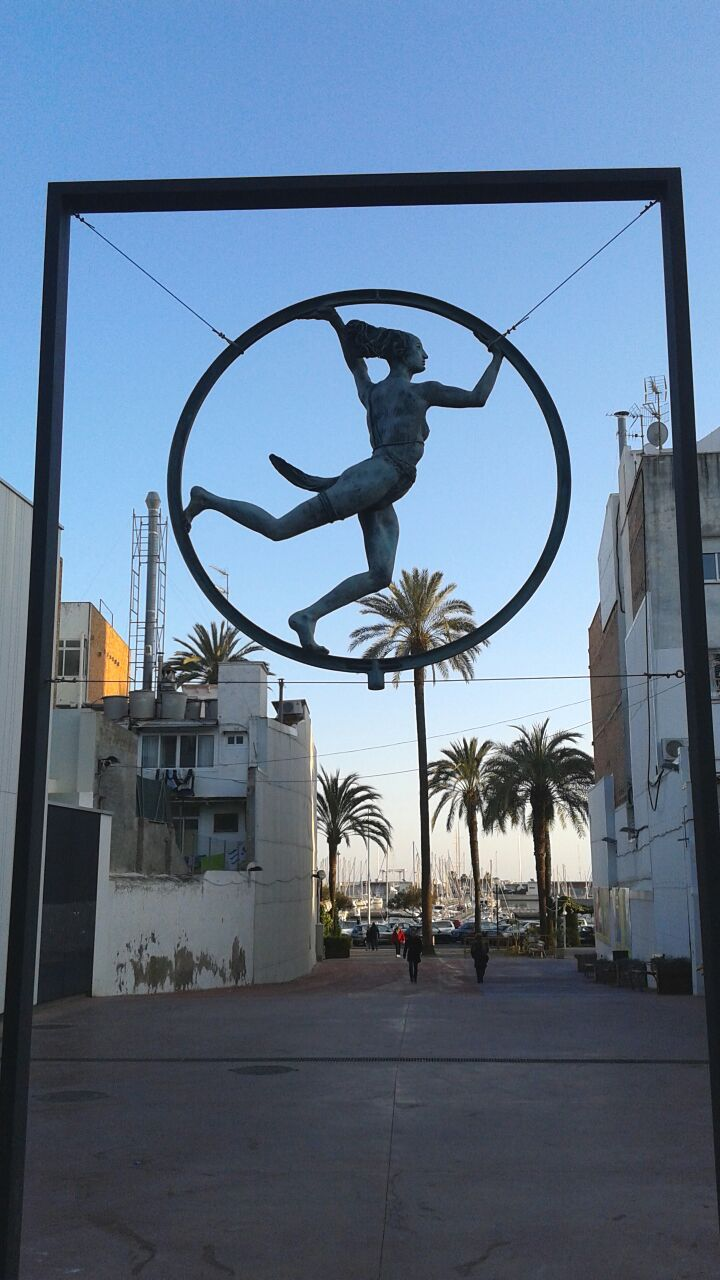
Escultura d’Ariadna en el cercle, a la plaça Mediterrània de Vilanova i la Geltrú

- Divinidad poco influyente (aeroport de Barajas, Madrid)
- Pasífae (platja de Ribes Roges, Vilanova i la Geltrú, 1991, col·locada sobre pedestal de ciment el 1993)[7]

- Rotación (seu de Foster Wheeler. Las Rozas de Madrid)
- Mujer con aro (BBVA, Madrid)
- Ariadna en el círculo (Plaça Mediterrània, Vilanova i la Geltrú, 2012)

## Llibres de bibliofilia
És il·lustrador de llibres de poesia i narracions. Amb diferents tècniques de dibuix i gravat, ha il·lustrat:
El libro de sonetos (1966)
El Rubaiyat d'Omar Kheyyan i El Libro del Buen Amor (1967), d'Ediciones Marte, col·lecció "Pliego de Cordel".
Égloga I de Garcilaso de la Vega (1978)
La isla del hada d'Edgar Allan Poe (1981)
Los preludios de mi lira de Manuel de Cabanyes (1999)

## Premis i reconeixements
Estruga ha rebut diversos premis:
| 1964 | Premi Codex per a il·lustrar una part de "El Quijote"                                         |
| 1965 | Medalla d'or pel projecte d'un stand modular per a la firma John Deere. Fira del Camp. Madrid |
| 1966 | Beca de la Fundació Juan March per a fer una exposició d'escultura                            |
| 1974 | Primer premi de Dibuix en els Concursos Nacionals                                             |
| 1987 | Premi Correo del Arte a la millor exposició                                                   |
| 1992 | Premi Pámpana de Oro. Valdepeñas                                                              |

## Museus i col·leccions públiques
Les seves obres estan repartides per diferents museus, fundacions i col·leccions privades del món.
Museu d'Art Contemporani de Badajoz
Museu d'Art Contemporani d'Eivissa
Smithsonian Institute (Estats Units)
Museu Nacional Centro de Arte Reina Sofía
Museo de Arte Figurativo de Toledo
Museu d'Art Contemporani de Vilafamés (Castelló)
Museu d'Art Contemporani de Managua (Nicaragua)
Museu d'Art Contemporani de Guinea Equatorial
Museu del Dibuix Castillo de Larrés (Sabiñánigo, Osca)
Fundació Florencio de la Fuente (Huete, Conca)
Fundació Beulas (Osca)
Fundació Aena (Madrid)
Biblioteca Nacional, col·lecció d'aiguaforts (Madrid)
Col·lecció Banco Hispano
Col·lecció BBVA